# Byllis
Byllis - starożytne miasto w Albanii, obwód Fier, okręg Mallakastra - obecnie w ruinie. Najbliższe większe współczesne miasto to Ballsh.
Byllis było największym miastem południowej Ilirii.
Starożytne miasto zajmowało ponad 30 ha a długość jego murów to 2250 metrów.
Stefanos z Bizancjum pisał, iż miasto zostało założone przez Neoptolemosa, syna Achillesa. Niezależnie od tego zapisu, powstanie miasta datuje się na lata 370 - 350 p.n.e.
Obecnie ruiny są ogrodzone, wstęp wolny.

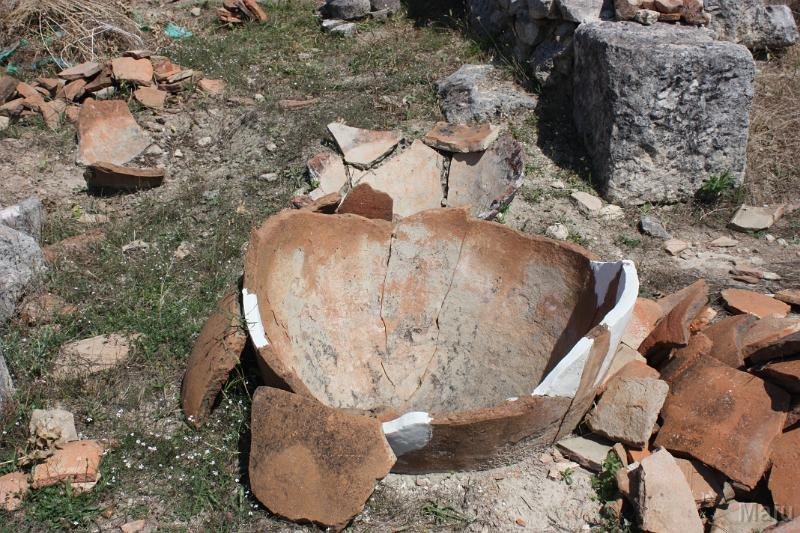
Byllis